# Raul Ruiz
Raul Ruiz, född 25 augusti 1972 i Zacatecas i Mexiko, är en amerikansk demokratisk politiker och läkare. Han är ledamot av USA:s representanthus sedan 3 januari 2013.
I kongressvalet 2012 utmanade Ruiz republikanen Mary Bono Mack och vann med närmare 52 procent av rösterna.